# Pohlern
Pohlern är en ort och kommun i distriktet Thun i kantonen Bern, Schweiz. Kommunen har 243 invånare (2023).